# 文成公主
文成公主（ぶんせいこうしゅ、チベット語: མུན་ཅང་ཀོང་ཅོའི་ または འུན་ཤིང་ཀོང་ཇོ་, 'un shing kong jo、623年頃 - 680年）は、唐の皇女で、吐蕃のソンツェン・ガンポ王の第2皇后。

## 略歴
634年、吐蕃は唐に対し公主を迎えたいと申し出た。しかしこのときは吐谷渾の妨害にあって実現しなかったため、638年にソンツェン・ガンポは吐谷渾へ兵を送って攻撃し、その上で降嫁を迫った。これにより唐が妥協し、640年に文成公主を送ることとなった。
公主は、ソンツェン・ガンポの息子であり当時王位にあったグンソン・グンツェン（在位：641年 - 643年）の妻となった。642年に王子マンソン・マンツェンをもうけたが、その翌年にグンソン・グンツェン王は落馬が原因で急死した。公主はラサにラモチェ寺を建て、唐から取り寄せた釈迦牟尼像を祀って夫の菩提を弔った。
夫の死から3年後、文成公主はグンソン・グンツェン王の死によって再び王位についたソンツェン・ガンポ王と再婚した。再婚までに3年の期間があるのは、喪に服していたためと考えられる。
ソンツェン・ガンポ王との結婚生活は649年の王の死によって、わずか3年で終わりを迎え、マンソン・マンツェン（在位：650年 - 676年）が即位した。マンソン・マンツェンの死後、680年頃に逝去。
現代では文成公主を観音菩薩の涙から生まれた多羅菩薩の化身とする見方もある。

## 小説
- 毛利志生子『風の王国』シリーズ、集英社コバルト文庫。